# 초지동
초지동(草芝洞)은 경기도 안산시 단원구의 행정동이다. 초지동 이름의 유래로는 삼국시대부터 조선시대 사이에 있었던 남양만을 제압하던 서해안 요충지 초지양영의 이름을 따 초지동으로 이름을 정하였다. 조선시대에는 어업이 번성했던 동이었다.

## 개요
초지동은 조선시대 안산군 와리면 초지리였다가 1914년 3월 1일 시흥군 군자면 초지리로 되었다. 1986년 1월 1일 안산시 초지동으로 되었다.
시의 중앙에 위치해 주거, 녹지, 공단지역으로 형성되어 있으며 고잔신도시가 조성되면서 새로 입주하는 아파트를 중심으로 인구가 급속도로 증가하고 있다. 대한민국에서 가장 규모가 큰 중소기업 단지가 조성되어 있는 안산스마트허브 및 시흥스마트허브의 일부가 초지동에 포함되어 있어 공업지역의 이미지를 가지고 있다. 휴일이면 많은 사람들이 모여 휴식을 즐기는 화랑유원지와 재래시장인 시민시장이 자리하고 있다.

## 법정동
- 초지동(草芝洞): 안산군 와리면 원당포동(元堂浦洞)과 초지동(草芝洞)의 합동이다.
- 원시동(元時洞): 안산군 와리면 원하리(元下里)과 시우동(時雨洞)의 합동이다.
- 목내동(木內洞): 안산군 와리면 이목동(梨木洞)과 능산리(陵山里)의 합동이다.
- 성곡동(城谷洞): 안산군 와리면 성두리(城頭里)과 무곡동(茂谷洞)의 합동이다.

## 교육
- 관산초등학교
- 별망초등학교
- 초지초등학교
- 안산호원초등학교
- 별망중학교
- 초지중학교
- 초지고등학교
- 신안산대학교

## 교통
- ● 수도권 전철 4호선 : 초지역
- ● 신안산선 : 초지역, 시우역, 원시역

## 주거
| 단지명                                | 건설사            | 시행사                                | 주소                  | 입주        | 비고                   |
| ------------------------------------- | ----------------- | ------------------------------------- | --------------------- | ----------- | ---------------------- |
| 호수마을 풍림                         | 풍림산업          | 풍림산업                              | 단원구 광덕1로 80     | 2000년 12월 |                        |
| 고잔그린빌 16단지                     | 영남건설㈜        | 대한주택공사                          | 단원구 초지2로 42     | 2001년 10월 | 국민임대               |
| 고잔그린빌 17단지                     | 영남건설㈜        | 대한주택공사                          | 단원구 초지2로 11     | 2001년 11월 | 국민임대               |
| 고잔그린빌 18단지                     | ㈜신성 ㈜효성     | 대한주택공사                          | 단원구 초지2로 14     | 2001년 11월 |                        |
| 고잔그린빌 14단지                     | 에스케이건설㈜    | 대한주택공사                          | 단원구 광덕2로 32     | 2002년 4월  |                        |
| 고잔그린빌 15단지                     | 이수건설 동신건설 | 대한주택공사                          | 단원구 초지2로 41     | 2002년 4월  |                        |
| 고잔그린빌 13단지                     | 삼능건설㈜        | 대한주택공사                          | 단원구 광덕2로 17     | 2002년 12월 |                        |
| 고잔그린빌 12단지                     | ㈜동광건설        | 대한주택공사                          | 단원구 광덕2로 74     | 2003년 8월  |                        |
| 고잔그린빌 11단지                     | ㈜제이알종합건설  | 대한주택공사                          | 단원구 화정천서로 161 | 2003년 10월 |                        |
| 행복한마을 서해그랑블                 | 서해종합건설㈜    | 서해종합건설㈜                        | 단원구 초지1로 76     | 2004년 7월  |                        |
| 초지 두산위브                         | 두산건설          | 군자주공4단지 재건축조합              | 단원구 원선1로 38     | 2015년 7월  | 군자주공 4단지 재건축  |
| 안산 롯데캐슬 더 퍼스트               | 롯데건설          | 군자주공5단지 주택재건축정비사업조합  | 단원구 원초로 61      | 2018년 5월  | 군자주공 5단지 재건축  |
| 초지역 메이저타운 푸르지오 메트로단지 | 대우건설          | 초지연립1단지 주택재건축정비사업조합  | 단원구 화랑로 170     | 2019년 6월  | 초지연립 1단지 재건축  |
| 초지역 메이저타운 푸르지오 파크단지   | 대우건설          | 초지연립상단지 주택재건축정비사업조합 | 단원구 원초로 90      | 2019년 6월  | 초지연립 상단지 재건축 |